# 官地镇 (盐源县)
官地镇，是中华人民共和国四川省凉山彝族自治州盐源县下辖的一个乡镇级行政单位。

## 行政区划
官地镇下辖以下地区：
卖米寨村、双堡厂村、篾丝箩村、干沟村、巴折村、马丝箩村和麻纱纱村。